# Bonne Heure
La Bonne Heure, ou la Bonneure, est un cours d'eau français qui coule dans le département de Loir-et-Cher. C'est un affluent du Beuvron en rive gauche et donc un sous-affluent de la Loire.

## Géographie
La Bonne Heure présente une longueur de 29,6 kilomètres. Elle prend sa source dans la commune de Millançay, au lieu-dit la Couchère à une altitude de 115 m, et se jette dans le Beuvron, en limite de Bracieux et Tour-en-Sologne, à une altitude de 74 m.

### Communes traversées
La Bonne Heure traverse 6 communes, soit de l'amont vers l'aval : Millançay (Loir-et-Cher), Vernou-en-Sologne (Loir-et-Cher), Bauzy (Loir-et-Cher), Neuvy (Loir-et-Cher), Bracieux (Loir-et-Cher), Tour-en-Sologne (Loir-et-Cher).

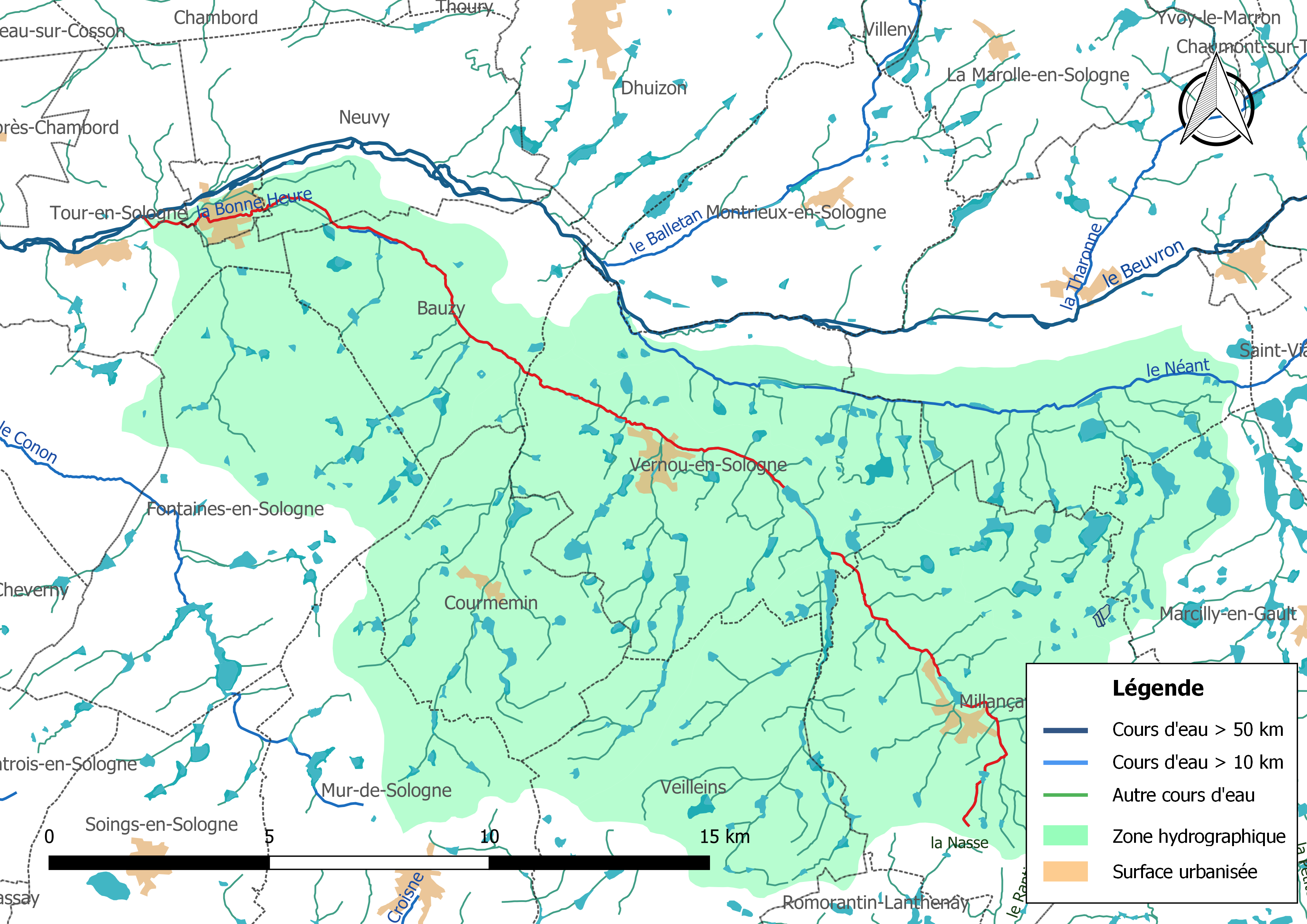
Cours d'eau la Bonne Heure et son bassin versant.

Les bassins hydrographiques sont découpés dans le référentiel national BD Carthage en éléments de plus en plus fins, emboîtés selon quatre niveaux : régions hydrographiques, secteurs, sous-secteurs et zones hydrographiques. Le bassin versant de la Bonne Heure comprend cinq zones hydrographiques au sein du bassin DCE plus large « La Loire, les cours d'eau côtiers vendéens et bretons » : 
- « Le Beuvron du Néant (Nc) à la Bonne Heure (Nc) » ;
- « Le Beuvron de la Bonne Heure (Nc) au Conon (Nc) » ;
- « La Bonne Heure de sa Source au K464600 (C)  » ;
- « La Bonne Heure du K464600 (Nc) au K465830 (C) » ;
- « La Bonne Heure du K465830 (Nc) au Beuvron (Nc) ».

## Pêche et peuplements piscicoles
Sur le plan piscicole, la Bonne Heure est classée en deuxième catégorie piscicole. L'espèce biologique dominante est constituée essentiellement de poissons blancs (cyprinidés) et de carnassiers (brochet, sandre et perche). 

## Qualité des eaux

### État des masses d'eau et objectifs
Issu de la Directive cadre européenne sur l’eau (DCE) du 23 octobre 2000, le découpage en masses d’eau permet d'utiliser un référentiel élémentaire unique employé par tous les pays membres de l'Union européenne. Ces masses d’eau servent ainsi d’unité d’évaluation de l’état des eaux dans le cadre de la directive européenne. La Bonne Heure fait partie de la masse d'eau codifiée FRGR0305 et dénommée « La Bonne Heure et ses affluents, depuis la source jusqu'à la confluence avec le Beuvron ».
Le schéma directeur d'aménagement et de gestion des eaux (Sdage) Loire-Bretagne est un document de planification dans le domaine de l’eau. Il définit, pour une période de six ans les grandes orientations pour une gestion équilibrée de la ressource en eau ainsi que les objectifs de qualité et de quantité des eaux à atteindre dans le bassin Loire-Bretagne. L'état des lieux 2013 défini dans la SDAGE 2016 – 2021 et les objectifs à atteindre pour cette masse d'eau sont les suivants,, :
| Code masse d'eau | Libellé masse d'eau                                                                     | État écologique 2013 des cours d'eau | État écologique 2013 des cours d'eau | État écologique 2013 des cours d'eau | État écologique 2013 des cours d'eau | Objectifs                  | Objectifs                  | Objectifs                | Objectifs                | Objectifs              | Objectifs              |
| Code masse d'eau | Libellé masse d'eau                                                                     | État écologique                      | État biologique                      | État physico-chimie générale         | État Polluants spécifiques           | Objectif d'état écologique | Objectif d'état écologique | Objectif d'état chimique | Objectif d'état chimique | Objectif d'état global | Objectif d'état global |
| ---------------- | --------------------------------------------------------------------------------------- | ------------------------------------ | ------------------------------------ | ------------------------------------ | ------------------------------------ | -------------------------- | -------------------------- | ------------------------ | ------------------------ | ---------------------- | ---------------------- |
| FRGR0305         | La Bonne Heure et ses affluents, depuis la source jusqu'à la confluence avec le Beuvron | Médiocre                             | Médiocre                             | Mauvais                              |                                      | Bon état                   | 2027                       | Bon état                 | ND                       | Bon état               | 2027                   |

## Gouvernance

### Échelle du bassin
En France, la gestion de l’eau, soumise à une législation nationale et à des directives européennes, se décline par bassin hydrographique, au nombre de sept en France métropolitaine, échelle cohérente écologiquement et adaptée à une gestion des ressources en eau. La Bonne Heure est sur le territoire du bassin Loire-Bretagne et l'organisme de gestion à l'échelle du bassin est l'agence de l'eau Loire-Bretagne.